# Wolf Lake (Minnesota)
Wolf Lake é uma cidade localizada no estado americano de Minnesota, no Condado de Becker.

## Demografia
Segundo o censo americano de 2000, a sua população era de 31 habitantes.
Em 2006, foi estimada uma população de 40, um aumento de 9 (29.0%).

## Geografia
De acordo com o United States Census Bureau tem uma área de
0,4 km², dos quais 0,4 km² cobertos por terra e 0,0 km² cobertos por água. Wolf Lake localiza-se a aproximadamente 480 m acima do nível do mar.

## Localidades na vizinhança
O diagrama seguinte representa as localidades num raio de 28 km ao redor de Wolf Lake.